# Tüchen
Tüchen ist ein Ortsteil der Gemeinde Groß Pankow im Landkreis Prignitz in Brandenburg. Zum Ortsteil gehören die Dörfer Klenzenhof, Reckenthin und Tüchen.

## Geografie und Verkehrsanbindung
Tüchen liegt südöstlich des Kernortes Groß Pankow an der B 107. Am südlichen Ortsrand mündet die  Landesstraße L 146 in die B 107. Südöstlich vom Ort fließt der Cederbach.

## Sehenswürdigkeiten
Als Baudenkmale sind ausgewiesen:
- in Reckenthin (siehe Liste der Baudenkmale in Groß Pankow (Prignitz)#Reckenthin): 
  - die Dorfkirche
  - ein Bauernhof, bestehend aus Wohn- und Gasthaus und drei Wirtschaftsgebäuden (Dorfstraße 12/13)
  - ein Bauernhof, bestehend aus Wohnhaus, vier Wirtschaftsgebäuden und Kopfsteinpflasterung (Dorfstraße 18/19)
  - ein Bauernhof, bestehend aus zwei Wohnhäusern, zwei Ställen, Scheune und Schuppen (Dorfstraße 22/23)
  - ein Wohnhaus mit Wirtschaftsgebäude (Dorfstraße 35)
- in Tüchen (siehe Liste der Baudenkmale in Groß Pankow (Prignitz)#Tüchen):
  - die Dorfkirche Tüchen